# Subrail Park
Der Subrail Park ist ein Stadion in Labasa auf der Insel Vanua Levu, der zweitgrößten Insel des pazifischen Inselstaats Fidschi. Im Stadion wird sowohl Fußball als auch Rugby gespielt.
Das Stadion hat eine Kapazität von 10.000 Zuschauern. Das Stadion ist Heimatstadion der Fußballclubs Labasa FC und Dreketi FC. Im Juni 2015 kündigte der Generalsekretär der Fiji Football Association Bob Kumar an, wenn das Stadion nach geplanten Umbauten die internationalen Standards erfülle, dass der Verband es dann auch für internationale Wettbewerbe nutzen werde.
Koordinaten: 16° 25′ 39″ S, 179° 22′ 28″ O